# Monte de Peña
Monte de Peña är en ort i Mexiko.   Den ligger i kommunen Villa del Carbón och delstaten Mexiko, i den sydöstra delen av landet, 60 km nordväst om huvudstaden Mexico City. Monte de Peña ligger 2 854 meter över havet och antalet invånare är 894.
Terrängen runt Monte de Peña är kuperad. Runt Monte de Peña är det tätbefolkat, med 308 invånare per kvadratkilometer. Närmaste större samhälle är Pueblo Nuevo, 9,0 km sydväst om Monte de Peña. I omgivningarna runt Monte de Peña växer huvudsakligen savannskog.